# Cordula Trantow
Cordula Trantow (* 29. prosince 1942, Berlín) je německá herečka a režisérka. Je známá z filmu Hitler (z roku 1962) a z filmu Most.